# 冯彦可
冯彦可（1988年1月10日—）是一位中国男子轮椅击剑运动员。他代表中国参加了在巴西里约热内卢举行的2016年夏季帕拉林匹克運動會、在日本東京舉辦的2020年夏季帕拉林匹克運動會以及2024年巴黎殘奧會並獲得多枚金牌。